# Ameryst Alston
Ameryst Alston (Canton, 20 giugno 1994) è una cestista statunitense naturalizzata ivoriana, professionista nella WNBA.

## Carriera
È stata selezionata dalle New York Liberty al secondo giro del Draft WNBA 2016 (24ª scelta assoluta).